# Max Slevogt

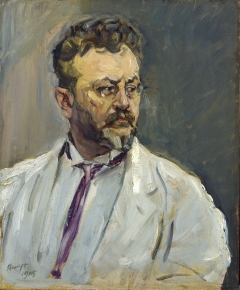
Max Slevogt: Självporträtt, 1915

Franz Theodor Max Slevogt, född 9 oktober 1868 i Landshut, död 20 september 1932 i Leinsweiler-Neukastel/Pfalz, var en tysk målare, grafiker, illustratör inom impressionismen.

## Biografi
Slevogt utmärkte sig tillsammans med Lovis Corinth och Max Liebermann inom landskapsmåleriet. Med sina visionära landskap och figurmotiv, bl. a. ryttarscener, framträdde han omkring år 1900 som en av Tysklands ledande impressionister. 
Var medlem i Berliner Secession och senare Freie Secession.